# عقرب سوطي سولاوسي
عقرب سوطي سولاوسي (الاسم العلمي: Thelyphonus celebensis) هو نوع من العنكبوتيات يتبع جنس العقرب السوطي من الفصيلة العقارب السوطية.